# Conobea
Conobea es un género con 16 especies de plantas de flores perteneciente a la familia Scrophulariaceae. 

## Especies seleccionadas
- Conobea alata
- Conobea aquatica
- Conobea borealis
- Conobea indica
- Conobea innominata

- Datos: Q8349890
- Multimedia: Conobea / Q8349890
- Especies: Conobea